# Lenda do soldado transportado de 1593

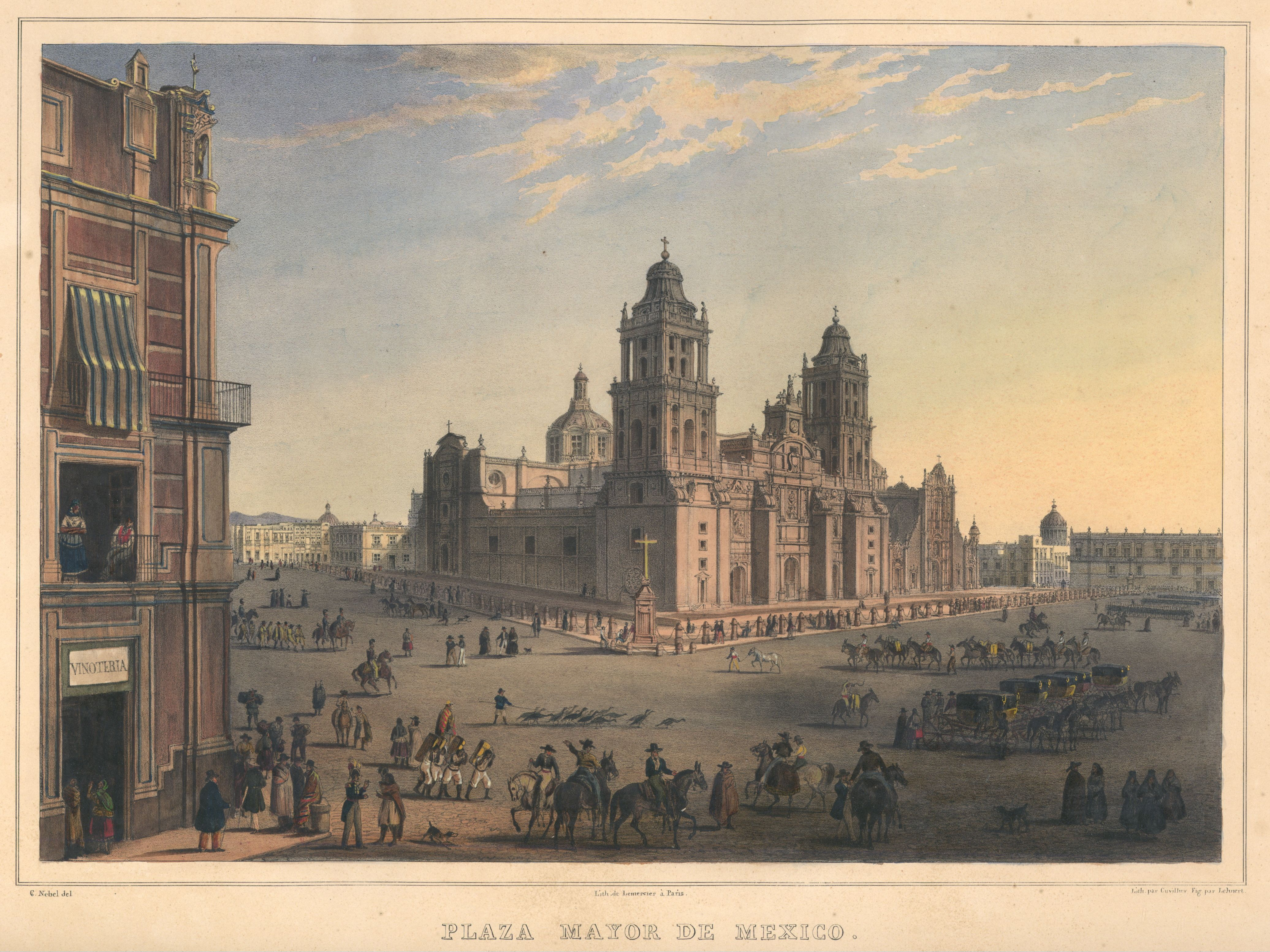
A Praça da Constituição, onde o soldado alegadamente apareceu em 1593; retratada em 1836.

Uma lenda de folclore afirma que em outubro de 1593 um soldado do Império Espanhol (chamado Gil Pérez numa versão de 1908) foi misteriosamente transportada de Manila nas Filipinas para a Praça da Constituição na Cidade do México. A afirmação do soldado de ter vindo das Filipinas foi desacreditada pelos mexicanos até o seu relato do assassinato de Gómez Pérez das Mariñas ser corrobado meses depois por passageiros de um navio que tinha passado pelo Oceano Pacífico com a notícia. O folclorista Thomas Allibone Janvier em 1908 descreveu a lenda como "uma corrente entre todas as classes da população da Cidade do México". Investigadores paranormais do século XX que dão credibilidade à história ofereceram teleportação e abdução alienígena como explicações.

## História
A 24 de outubro de 1593, o soldado estava a guardar o Palacio del Gobernador em Manila na Capitania-Geral das Filipinas. Na noite anterior, o governador Gómez Pérez das Mariñas tinha sido assassinado por piratas chineses, mas os guardas ainda guardavam o palácio e esperavam a nomeação de um novo governador. Os soldados começaram a sentir-se tontos e exaustos. Ele apoiou-se contra a parede e descansou por um momento com os seus olhos fechados.
Quando abriu os olhos alguns segundos depois, ele encontrou-se na Cidade do México, na Vice-Reino da Nova Espanha, milhares de quilómetros pelo oceano. Alguns guardas encontraram-no com o uniforme errada e começaram a questionar quem ele era. A notícia do assassinato do Governador das Filipinas ainda era desconhecida para as pessoas da Cidade do México. O soldado transportado estava supostamente a usar o uniforme dos guardas do palácio em Manila e sabia da sua morte. (De facto, Pérez das Mariñas foi morto no mar a alguma distância de Manila.)
As autoridades colocaram-no numa cela com um desertor e com algumas acusações de ser servidor do diabo. Meses depois, a notícia da morte do governador chegou ao México de um galeão das Filipinas. Um dos passageiros reconheceu o soldado preso e disse que o tinha visto nas Filipinas um dia depois da morte do Governador. Ele foi eventualmente libertado da prisão pelas autoridades e recebeu permissão para voltar a casa.

## Desenvolvimento
Thomas Allibone Janvier, um folclorista americano a viver no México, recontou a história como Lenda do Espetro Vivo na edição de dezembro de 1908 da Harper's Magazine, chamando o soldado de Gil Pérez. A história foi uma de um série intitulada Lendas da Cidade do México publicada num volume coletado em 1910. Janvier observa que temas parecidos são comuns no folclore. O livro de 1832 de Washington Irving Tales of Alhambra (Lendas de Alhambra) inclui a história "Governador Manco e o Soldado", que tem parecenças com a lenda.
O relato de 1908 de Janvier era baseado numa versão espanhola pelo folclorista mexicano Luis González Obregón, publicada na sua coleção de 1900 México viejo: noticias históricas, tradiciones, leyendas y constumbres ("México velho: notícias históricas, tradições, lendas e costumes") sob o título Un aparecido (Uma aparição). Obregón traça a história a um relato de 1698 pelo Frei Gaspar de San Agustín da conquista espanhola das Filipinas, que reconta a história como um facto; San Agustín não dá nome ao soldado e atribui o seu transporte a bruxaria.
Janvier diz que Obregón afirma que em 1609, Antonio de Morga tinha escrito que a morte de Pérez das Mariñas era conhecida no México no mesmo dia, embora de Morga expresse ignorância de como isto aconteceu. José Rizal denota muitas outras histórias milagrosas das Filipinas espanhola da altura; Luis Weckmann faz o mesmo ponto em relação ao México espanhol. Uma coleção de 1936, Historias de vivos y muertos (Histórias de vivos e mortos) pelo sucessor de Obregón, Artemio de Valle Arizpe, inclui uma versão da história intitulada Por el aire vino, por la mar se fue (Pelo ar veio, pelo mar se foi).
Vários escritores ofereceram explicações paranormais para a história. Morris K. Jessup e Brinsley Trench sugeriram abdução alienígena, enquanto Colin Wilson e Gary Blackwood sugeriram teleportação.

### Citações
1. ↑  Janvier 1908, p.66
2. 1 2  Janvier 1910, p.159
3. ↑  Irving, Washington (1835). Tales of the Alhambra. Robarts - University of Toronto. [S.l.]: London : R. Bentley ; Edinburgh : Bell and Bradfute. pp. 196–212. Consultado em 29 de março de 2025
4. 1 2  de Morga 1890, p.31 (fn.2)
5. ↑  Janvier 1910, pp.159–160
6. ↑  de Morga 1890, p.36 (fn.1)
7. ↑  Weckmann, Luis (1992). The Medieval Heritage of Mexico (em inglês). [S.l.]: Fordham Univ Press. pp. 272–73. Consultado em 29 de março de 2025
8. ↑  Ocampo, Ambeth R. (1998). Aguinaldos̕ breakfast & more looking back essays 4. print ed. Pasig, Metro Manila: Anvil. pp. 8–9. ISBN 9789712702815
9. ↑  Jessup, Morris K. (1955). The Case for the UFO (1ª ed.).
10. ↑  Le Poer Trench, Brinsley (1975). Mysterious visitors: the UFO story Rev. ed ed. London: Pan Books. pp. 32–33. ISBN 9780330242523
11. ↑  Blackwood, Gary L. (2000). Extraordinary Events and Oddball Occurrences (em inglês). [S.l.]: Benchmark Books. Consultado em 29 de março de 2025